# Лісево (гміна)
Гміна Лісево (пол. Gmina Lisewo) — сільська гміна у північній Польщі. Належить до Хелмінського повіту Куявсько-Поморського воєводства.
Станом на 31 грудня 2011 у гміні проживало 5331 особа.

## Площа
Згідно з даними за 2007 рік площа гміни становила 86.20 км², у тому числі:
- орні землі: 88.00%
- ліси: 0.00%

Таким чином, площа гміни становить 16.34% площі повіту.

## Населення
Станом на 31 грудня 2011:
| Опис     | Загалом | Загалом | Чоловіки | Чоловіки | Жінки | Жінки |
| -------- | ------- | ------- | -------- | -------- | ----- | ----- |
| одиниця  | осіб    | %       | осіб     | %        | осіб  | %     |
| все      | 5331    | 100     | 2620     | 49.15    | 2711  | 50.85 |
| міське   | 0       | 100     | 0        |          | 0     |       |
| сільське | 5331    | 100     | 2620     | 49.15    | 2711  | 50.85 |

## Сусідні гміни
Гміна Лісево межує з такими гмінами: Хелмжа, Папово-Біскупе, Плужниця, Стольно.